# برايان هندرسون (لاعب هوكي الجليد)
برايان هندرسون (بالفرنسية: Brian Henderson)‏
```
هو 
لاعب هوكي الجليد
 
فرنسي
، ولد في 
22 نوفمبر
 
1986
 في 
أميان
 في 
فرنسا
.
[
1
]
[
2
]
```

## وصلات خارجية
- برايان هندرسون على موقع EliteProspects.com (الإنجليزية)
- برايان هندرسون على موقع Eurohockey.com (الإنجليزية)
- برايان هندرسون على موقع HockeyDB.com (الإنجليزية)